# 寧巴郡
宁巴郡，中国南北朝时设置的郡。
南朝梁大同二年（536年）置宁巴郡，属万州。治所在石鼓县（今四川省宣汉县西南东林乡）。辖境相当今四川省宣汉县西南。承圣二年（553年）被西魏占领。西魏改宁巴郡为临清郡。